# Theodor Müller-Reuter
Theodor Müller-Reuter (Dresden, Alemanya, 1 de setembre de 1858 - 11 d'agost de 1919) fou un compositor alemany.
Estudià en el Conservatori de Frankfurt, el 1879 fou nomenat mestre de piano del d'Estrasburg, passant el 1887 a Dresden, on l'any següent director de la societat coral Orpheus, el 1889 de la Dreyssigsche Singakademie, el 1892 professor del Conservatori i el 1893 de la Societat de Concerts, rebent el 1897 el títol de director reial de música.
Va compondre les òperes:
- Ondolina (Estrasburg, 1883);
- Der tolle Graf (Nuremberg, 1887);

Un gran nombre de lieder, cors amb acompanyament de piano i sense, obres per a cor i orquestra, una suite per a orquestra, peces i estudis per a piano, etc.
A més se li deuen els escrits:
- Studi über Beethovens Cmoll-Symphonie;
- 50 Jahre Musikleben am Niederrhen;
- Zur Einführung in Liszts Legende von der heiligen Elisabeth (1905)
- Führer durch Konzertlitteratur (1911).